# جردین اسپارکس
جُردین بریانا اسپارکس (به انگلیسی: Jordin Brianna Sparks) (زادهٔ ۲۲ دسامبر ۱۹۸۹)، یک خواننده و ترانه‌سرای سبک پاپ/آر اند بی آمریکایی است. او در ۲۳ مه ۲۰۰۷، به عنوان برنده دوره ششم آمریکن آیدل شناخته شد. او همچنین نامزد جایزه موسیقی آمریکایی برای هنرمند محبوب در رده معاصران بزرگسال بوده است.
همچنین از فیلم‌های معروف او می‌توان به بازی در فیلم جا مانده و نمایش سگ‌ها اشاره کرد.

## زندگینامه
اسپارکس یک دورگه از پدری آمریکایی آفریقایی‌تبار و مادری سفیدپوست است. او یک برادر کوچکتر به نام فیلیپی دارد.